# Arctia schizomacula
Arctia schizomacula är en fjärilsart som beskrevs av Smith 1953. Arctia schizomacula ingår i släktet Arctia och familjen björnspinnare. Inga underarter finns listade i Catalogue of Life.